# Edificio Cervera
El Edificio Cervera situado en la plaza del Ayuntamiento número 10 de la ciudad de Valencia (España) es una construcción iniciada en el año 1931 con proyecto del arquitecto Joaquín Rieta Síster.

## Edificio
El edificio es un proyecto del arquitecto valenciano Joaquín Rieta Síster iniciado en el año 1931 y finalizado en 1932. Su estilo arquitectónico es el art déco valenciano.
El edificio consta de planta baja, ocho alturas y ático destinadas a viviendas y oficinas. Destacan en su conjunto elementos de estilo art déco como la singular utilización del ladrillo visto. Esta técnica singular fue ya utilizada por el arquitecto con anterioridad en el Cine Capitol de Valencia, finalizado solo dos años antes y con el que guarda algunas características comunes, al igual que con el cercano edificio Gil, del mismo autor. 
La fachada presenta claras influencias de la arquitectura de la corriente prerracionalista de la escuela de Ámsterdam, de la escuela de Chicago y del arquitecto austriaco Josef Hoffmann. Se halla ornamentada con paneles cerámicos de color rojo y negro. Destaca en el conjunto la torre de la parte izquierda, que corona la fachada, de manera similar al cercano edificio Gil.